# Гастон Мерс'є
Гастон Антуан Мерс'є (фр. Gaston Antoine Mercier; нар. 5 червня 1932, Париж — пом. 4 липня 1974, Бюсьєр, Бургундія-Франш-Конте) — французький академічний веслувальник. Олімпійський чемпіон (1952).

## Життєпис
На літніх Олімпійських іграх 1952 року в Гельсінкі (Фінляндія) став олімпійським чемпіоном серед двійок розпашних зі стерновим (з результатом 8:28.6).
На літніх Олімпійських іграх 1956 року в Мельбурні (Австралія) став бронзовим призером серед четвірок розпашних без стернового (з результатом 7:20.9).
На літніх Олімпійських іграх 1960 року в Римі (Італія) у змаганнях серед вісімок посів четверте місце (з результатом 6:06.57).
У 1961 році на чемпіонаті Європи в Празі (Чехословаччина) виборов бронзову медаль у складі вісімки.